# Vrede van Callias
De Vrede van Callias (Grieks: Ειρήνη του Καλλία) is een vermeend verdrag dat getekend werd rond 449 v.Chr. tussen de Delische Bond (geleid door Athene) en Perzië, met als gevolg dat de Perzische Oorlogen ten einde kwamen. De vrede was het eerste gecompromitteerde verdrag tussen Achaemenidisch Perzië en een Griekse stad.
De vrede werd onderhandeld tussen Callias, een Atheense politicus, en de Perzische heerser Xerxes I en/of zijn zoon Artaxerxes I. Perzië verloor voortdurend gebied aan de Grieken na het einde van de invasie van Xerxes I in 479 v.Chr., en tegen 450 v.Chr. waren ze klaar om vrede te sluiten. De Vrede van Callias gaf autonomie aan de Ionische staten in Klein-Azië, verbood de oprichting van Perzische satrapieën ergens anders aan de Egeïsche kust, en verbood Perzische schepen te varen in de Egeïsche Zee. Athene sprak ook af dat ze zich niet zouden bemoeien met Perzische bezittingen in Klein-Azië, Cyprus, Libië of Egypte (Athene had onlangs een vloot verloren die een Egyptische opstand tegen Perzië wilde helpen).